# Синхронное плавание на летних Олимпийских играх 2012 — квалификация
В соревнованиях по синхронному плаванию на летних Олимпийских играх 2012 смогут принять участие 24 дуэта и 8 команд (104 спортсмена), которые будут соревноваться за два комплекта наград. Каждая страна может быть представлена одним дуэтом и одной командой (всего 9 спортсменов).

## Квалификационные соревнования
| Соревнование                                      | Дата               | Место       |
| ------------------------------------------------- | ------------------ | ----------- |
| Чемпионат мира по водным видам спорта 2011        | 16-31 июля 2011    | Шанхай      |
| Синхронное плавание на Панамериканских играх 2011 | 14-30 октября 2011 | Гвадалахара |
| Олимпийский квалификационный турнир               | 18-22 апреля 2012  | Лондон      |

- Квалификационные турниры Азии, Океании и Африки будут проведены на чемпионате мира.

## Распределение мест
Места между странами будут распределяться по следующим схемам.

### Команды
| Турнир                    | Дата | Место проведения | Места | Команды        |
| ------------------------- | ---- | ---------------- | ----- | -------------- |
| Отборочный турнир Америки |      |                  | 1     | Канада         |
| Отборочный турнир Азии    |      |                  | 1     | Китай          |
| Отборочный турнир Африки  |      |                  | 1     | Египет         |
| Отборочный турнир Европы  |      |                  | 1     | Великобритания |
| Отборочный турнир Океании |      |                  | 1     | Австралия      |
| Мировой отборочный турнир |      |                  | 3     |                |
| Всего                     |      |                  | 8     |                |

### Дуэты
| Турнир                                        | Дата | Место проведения | Места | Команды                               |
| --------------------------------------------- | ---- | ---------------- | ----- | ------------------------------------- |
| Принимающая страна                            | —    | —                | 1     | Великобритания                        |
| Отборочный турнир Америки                     |      |                  | 1     |                                       |
| Отборочный турнир Азии                        |      |                  | 1     |                                       |
| Отборочный турнир Африки                      |      |                  | 1     |                                       |
| Отборочный турнир Европы                      |      |                  | 1     |                                       |
| Отборочный турнир Океании                     |      |                  | 1     |                                       |
| Страны, участвующие в командных соревнованиях |      |                  | 7     | Канада · Китай · Египет · Австралия · |
| Мировой отборочный турнир                     |      |                  | 11    |                                       |
| Всего                                         |      |                  | 24    |                                       |

## Квалифицированные страны
| Страна         | Дуэты | Группы | Команд |
| -------------- | ----- | ------ | ------ |
| Австралия      | X     | X      | 2      |
| Великобритания | X     | X      | 2      |
| Египет         | X     | X      | 2      |
| Канада         | X     | X      | 2      |
| Китай          | X     | X      | 2      |
| Всего: 5       | 5     | 5      | 10     |